# Erwin Piscator
Erwin Friedrich Max Piscator (Ulm, avui part de Greifenstein (Hessen), 1893 - Starnberg, 1966) fou un director, gestor i pedagog de teatre alemany. Piscator va ser un avantguardista molt influent del període de la República de Weimar que va fer possible que el teatre funcionés com a tribunal polític a través de les noves possibilitats de la tècnica escenogràfica. Amb ajuda d'arranjaments complexos del cinema documental, de projeccions d'imatges, panells mòbils i cadires de rodes comentava l'actualitat teatral i ampliava l'escena cap al panorama èpic.
El teatre polític desenvolupat als Piscator-Bühnen de la República de Weimar va assolir gran ressonància i motivà els seus contemporanis respecte de la demarcació del director d'una estètica escènica d'allò purament bell cap a una ponderació dels contrastos. Les posades en escena de Piscator van influenciar la teoria teatral de Bertolt Brecht, qui deu el seu Teatre Èpic a les ensenyances de Piscator.
Després d'un llarg període d'emigració a la Unió Soviètica, França i als Estats Units, Piscator va retrobar la sintonia amb el temps durant els anys cinquanta i seixanta a la República Federal Alemanya amb la posada en escena de peces contemporànies al passat nacional-socialista. Amb això inaugurà una fase del teatre documental i de la memòria que dugué cap a un debat social sobre la política històrica a diferents nivells.

## Vida

### Joventut i Primera Guerra Mundial (1893–1918)
Piscator provenia d'una família de comerciants calvinistes de la regió de Mittelhessen. Els seus pares Carl Piscator i Antonie Karoline Katharina Piscator (de soltera Laparose), instal·lats des de 1899 a Marburg, eren copropietaris d'una manufactura tèxtil. Entre els avantpassats d'Erwin Piscator hi ha el teòleg i traductor de la Bíblia Johannes Piscator, qui va llatinitzar el seu nom de Fischer a Piscator al voltant de 1600.
La visita de la companyia del Gießener Stadttheater a Marburg va provocar que el jove Piscator decidís iniciar-se en el món del teatre, en comptes de seguir la carrera comercial que li venia determinada de família. Piscator va cursar estudis primaris al Gymnasium Philippinum i es va graduar d'una formació en actuació la tardor de 1913 a Múnic, on el seu professor Carl Graumann ja va reconèixer el gran talent del jove actor. Al mateix temps va assistir a cursos d'Història de l'Art, Filosofia i Filologia Germànica a la Universitat de Múnic, per exemple amb Artur Kutscher, un dels fundadors de la Ciència del Teatre. Durant la temporada teatral 1914/15, Piscator va fer de voluntari al Königlichen Hof- und Nationaltheater, un teatre molt arrelat estèticament en la tradició del segle xix.
Piscator va passar la Primera Guerra Mundial a les trinxeres del Flandes Occidental, entre d'altres. A principis de 1915 va ser enviat al front d'Ypern amb una unitat d'infanteria i després d'uns mesos va quedar greument ferit. L'experiència de la guerra va influir les conviccions pacifistes i socialistes de Piscator, qui aleshores "no se sentia gens en l'aire d'aquell temps". Els angoixants poems que Piscator va publicar durant la Guerra en el setmanari "Die Aktion" de Franz Pfemfert són testimoni del seu posicionament antimilitarista. A partir de la tardor de 1917, Piscator es va implicar en un teatre del front que representava un repertori de peces de conversa populars. Mig any després va assumir la direcció teatral d'aquesta companyia.

### Obra teatral primerenca i temps de les Volksbühnen (1918–1927
En acabar la guerra, Piscator continuà els seus estudis a la Friedrich-Wilhelms-Universität de Berlin i s'uní al grup dadaista berlinès juntament amb George Grosz i John Heartfield. Després de la Revolució de Novembre, s'afilià al KPD (Partit Comunista Alemany). Després del fracàs del seu primer projecte teatral a Königsberg, segons Piscator degut a haver reviscut els oblidats vells exercicis del teatre, entre els quals hi havia la transformació en una escena oberta amb la tramoia visible, va fundar i dirigir la temporada 1920/1921 el primer Teatre Proletari de Berlín.
El 1924, en una posada en escena de Banderes d'Alfons Paquet a la Volksbühne Berlin, Piscator va servir-se d'abundants projeccions i intertítols sobre teles i anticipà així –com ja havia fet amb anteriors posades en escena- la principal característica d'estil del Teatre Èpic. Paquet havia definit la seva peça com a "novel·la dramàtica". En el context d'aquest muntatge, Alfred Döblin va comentar al Leipziger Tageblatt que l'autor de la peça estava encès d'èpica i no de lírica, podent ser el concepte de novel·la dramàtica de Paquet la terra fèrtil pel drama. Anys després, amb el debat sobre l'autoria del concepte i el mètode del Teatre Èpic, les observacions de Döblin de 1924 van tenir un paper important.
Degut a aquesta exitosa producció de Banderes, Piscator va ser nomenat Director Artístic permanent de la Volksbühne de la Bülowplatz, el 1924. La Volksbühne Berlin era una organització d'espectadors molt forta a nivell de socis, la pretensió de la qual era donar accés a l'educació burgesa a la classe treballadora berlinesa sota el lema l'art per al poble. La visió proclamada del recentment nomenat director de la Volksbühne i descobridor de Piscator Fritz Holl va ser la de preparar el camí a "la dramatúrgia jove que reflecteix els moviments del temps". A banda de la seva nova posició de director artístic a la Volksbühne, Piscator organitzava i posava en escena Vesprades Satíriques, obres de cor parlat i revues polítiques per al KPD, en les quals va començar a experimentar amb mitjans cinematogràfics.
Un revolt similar va causar una producció convidada que Piscator va realitzar el 1926 al Preußischen Staatstheater sota la direcció de Leopold Jessners. Es tractava d'una posada en escena d'Els bandits de Friedrich Schiller. La interpretació de l'obra de Schiller des de la Revolució de Març de 1848 havia estat marcada per un patetisme que Piscator defuig, actualitzant l'obra de manera radical, amb una escena amb diferents pisos funcionant de manera simultània en la qual el personatge de Karl Moor apareixia amb una màscara de Trotski com a revolucionari de caràcter bolxevic.
1927 va ser l'any de la discòrdia donat que, d'una banda, obligats per la inflació, molts membres de la Volksbühne van deixar l'associació i que, d'altra banda, la junta temia pel futur del teatre degut a la línia partidista de Piscator. El punt àlgid d'aquesta controvèrsia es va donar amb la posada en escena del drama Gewitter über Gottland d'Ehm Welks, considerada tendenciosa en la transposició política perquè l'actor Heinrich George feia el paper de Claus Störtebecker i, en general, el muntatge semblava a la junta provocador per les seves connotacions de revolució social.

### Les Piscator-Bühnen(1927–1931)
Després d'aquest esclat, Piscator va obrir el seu propi teatre el 1927, la Piscator-Bühne, en un edifici adequat per a 1.100 espectadors de la Nollendorfplatz a Berlín. En la seva sol·licitud per a la concessió, havia llistat un grup de 16 actors, un dramaturg, 8 tècnics i 5 administratius com a necessitats de personal. Per al finançament del projecte, Piscator va convèncer el gran industrial berlinès Ludwig Katzenellenbogen.
Les posades en escena que Piscator va fer d'obres teatrals contemporànies i d'adaptacions de novel·les, com Hoppla, wir leben! (1927) d'Ernst Toller o Die Abenteuer des braven Soldaten Schwejk segons Jaroslav Hašek (1928), van impressionar el públic per l'aparell escènic inspirat en principis constructivistes. Aquest va fonamentar la imatge de Piscator com a innovador de l'estètica escena sense igual i li va valdre que Bertolt Brecht digués que era "l'únic dramaturg capaç excepte jo mateix".
Ja el primer treball de direcció de Piscator en el seu propi teatre, Hoppla, wir leben! d'Ernst Toller, sobre un ex-revolucionari de 1918 que, en ser alliberat després de vuit anys de presó, col·lapsa constatant l'orientació pragmàtica dels seus antics companys de lluita, mostrava, el 1927, la seva virtuosa capacitat escenogràfica a través de complexos mitjans. A més dels efectes cinematogràfics, de so i d'escenografia, comptava amb una escena de quatre pisos per a les nombroses escenes curtes que tenien lloc als despatxos dels ministeris o a les habitacions d'hotel del tercer acte. Es projectaven entre-actes fílmics o il·lustracions en una pantalla situada en el centre de l'escena. El primer acte s'inicia amb la projecció d'un documental sobre els esdeveniments històrics dels anys que el protagonista va passar a la presó. Una cançó d'obertura, de Walter Mehring adaptada per Edmund Meisel comentava amb ironia la trama de la peça.
L'ús de tècniques escèniques complexes amb elements com el film o les projeccions d'imatges, les construccions de metall o parts mòbils servien a Piscator per a allunyar-se d'una perspectiva il·lusionista. Aquestes interpretacions arriscades i els elements escenogràfics complexos devien servir a l'anàlisi polític i econòmic dictat pel Teatre Polític.
A l'extens col·lectiu de la Piscator-Bühne van pertànyer Bertolt Brecht, Egon Erwin Kisch, Leo Lania, Heinrich Mann, Walter Mehring i Erich Mühsam. Com a escenògrafs hi treballaven George Grosz, John Heartfield i László Moholy-Nagy, com a productors cinematògrafs i muntadors Curt Oertel i Svend Noldan i com a músics Edmund Meisel i Franz Osborn. Hanns Eisler va compondre la seva primera banda sonora per a Piscator el 1928. Molts actors coneguts van actuar a la Piscator-Bühne: Sybille Binder, Tilla Durieux, Ernst Deutsch, Paul Graetz, Alexander Granach, Max Pallenberg, Paul Wegener i Hans Heinrich von Twardowski, entre d'altres.
Degut a les complicades i costoses posades en escena de la Piscator-Bühne, ja el 1928 es va haver de convocar un concurs de creditors de la central d'impostos de Berlín per al seu tancament. El teatre es va reobrir dos cops en els següents dos anys, però cap dels dos intents va dur cap a la consolidació desitjada. El 1929, any de la crisi econòmica mundial, es va publicar l'escrit programàtic d'Erwin Piscator El teatre polític, que desplega de manera molt clara la teoria i la pràctica teatral, de posada en escena, del director escènic i raona la interpretació del teatre com a eina decisiva en l'incipient procés de la revolució espiritual. La primera traducció que es va fer d'aquest importantíssim text va ser l'espanyola, El teatro político, de només un any després (1931) i la japonesa (Sayoku Gekij).

### Projectes a l'estranger, emigració i tornada (1931–1962
Després d'una sèrie de problemes de liquiditat, Piscator va marxar l'any 1931 a la Unió Soviètica i hi va produir la seva única pel·lícula ''La revolta dels pescadors'' (1934), a Múrmansk (a l'Àrtida) i a Odessa, entre d'altres. El film tracta la resistència de mariners en vaga enfront d'unes condicions laborals inhumanes en els vaixells de la companyia naviliera Bredel.
Durant un congrés teatral a Moscou l'any 1935, Piscator —en tant que representant de la unió internacional del teatre— va rebre l'ordre, formulada pel ministre de propaganda Goebbels, de tornar a Berlín i reprendre la seva feina de la part del reformador britànic del teatre Edward Gordon Craig a l'Hotel Metropol. El 1936, espantat per la vivència de l'estalinisme i per haver estat acusat de trotskista, Piscator va emigrar de la Unió Soviètica cap a França.
Durants els anys de penúria de l'emigració, Piscator va fer una coneixença molt important, que va acabar en matrimoni el 1937. El primer matrimoni de Piscator amb l'actriu Hildegard Jurczyk, casats des de 1919, es va dissoldre per mutu acord l'any 1930 a Berlín. A Salzburg, a casa de Max Reinhardt, va conèixer la ballarina d'origen soviètic Maria Ley, cultivada i de bona família. Ley havia escrit una dissertació sobre Victor Hugo, que va defensar el 1934 a la Sorbonne. Brecht va ser un dels testimonis del matrimoni. Des de 1937, quan Piscator es va instal·lar a casa seva a Neuilly, fins a la seva tornada a Alemanya l'any 1951, Ley va ser una important col·laboradora en tots els projectes de Piscator. A França, el 1938, Piscator va desenvolupar una posada en escena molt complicada de la novel·la històrica Guerra i Pau de Lev Tolstoi que volia presenter al West End de Londres i a Broadway.
Aquests plans van canviar amb la seva emigració als Estats Units pocs mesos abans de l'inici de la Segona Guerra Mundial. En comptes d'això, Piscator va fundar, i dirigir entre 1940 i 1951, una escola d'actors, el Dramatic Workshop a la New School for Social Research a Nova York, que era una escissió de 1949 de la New School. La New School va oferir possibilitats d'ocupació a molts emigrats europeus durant la Segona Guerra Mundial. 1947/48 hi havia prop d'un miler d'estudiants al Dramatic Workshop, dels quals un terç a temps complet. Entre els treballadors del Workshop hi havia Stella Adler, Herbert Berghof, Lee Strasberg, Kurt Pinthus, Hans Josef Rehfisch, Carl Zuckmayer, Hanns Eisler, Erich Leinsdorf i Jascha Horenstein. Alguns dels estudiants de Piscator van ser Beatrice Arthur, Harry Belafonte, Marlon Brando, Tony Curtis, Jack Garfein, Judith Malina, Walter Matthau, Rod Steiger, Elaine Stritch així com el dramaturg Tennessee Williams.
Per conseqüència de nombroses investigacions del FBI en referència a un procés de deportació contra Piscator, aquest va ser citat pel Comité d’Activitats Anti-americanes el 1951, punt àlgid de l'era McCarthy. S'acusava el Dramatic Workshop de ser una organització de "fellow travellers" comunistes degut a algunes ressenyes aparegudes en premsa. Per això i per la citació del comitè, Piscator va decidir tornar a Alemanya.
Després de més de vint anys fora del país, Piscator es va veure obligat a presentar els seus espectacles com a director convidat en nombrosos teatres de la República Federal Alemanya i a l'Europa occidental. Durant 1953 va planejar sense èxit, juntament amb Max Horkheimer, rector de la Universität Frankfurt, la fundació d'una acadèmia de teatre. Un primer pas cap a la seva tornada a la direcció de teatres va ser, el 1955 al Schillertheater de Berlín occidental, la represa del muntatge que Piscator havia fet per a Guerra i Pau de Tolstoi, que va tenir un grandíssim èxit de públic i un eco a la premsa molt més moderat.
En els anys 50 Piscator va rebre diversos premis i reconeixements, com per exemple el 1953 la Placa Goethe del Land de Hessen o, el 1958, pel seu 65è aniversari, la Große Bundesverdienstkreuz (Creu Honorífica Alemanya).

### Piscator a Espanya
En començar la Guerra Civil Espanyola el 1936, convidat pel govern republicà elegit democràticament de Catalunya, va fer una crida a la defensa de la democràcia a la lluita contra els colpistes. En referència a les seves pròpies experiències com a director d'un teatre al front durant la Primera Guerra Mundial va promoure la representació de petites peces teatrals i l'actuació de grups satírics com a contribució de les arts a la defensa de la cultura democràtica de Catalunya. Ell mateix, però, no va dirigir cap producció en terres catalanes, però va influir molt en la concepció del teatre revolucionari de M. Faura i de C. Llopart i tenia prevista la posada en escena de Maria Rosa d'Àngel Guimerà amb la companyia de teatre del sindicat UGT al Teatre del Liceu.
La recepció de Piscator a Espanya té molt a veure amb la figura d'Alfonso Sastre, molt influenciat per l'obra del director alemany i dels seus escrits. De fet, Sastre és l'autor del pròleg del Teatro Político de l'edició de 1975 i, fins i tot, el va arribar a conèixer en persona, a París. També César Vallejo és un important transmisor de les idees del teatre revolucionari a l'estat espanyol.

### Direcció de la Freie Volksbühne (1962–1966)
A partir de 1962 i fins a la seva mort, Piscator es va convertir en director de la Freie Volksbühne a Berlín Oest, succeint a Günter Skopnik. El 1963 la Freie Volksbühne es va traslladar del Theater am Kurfürstendamm, fins llavors la seva seu, a l'edifici propi del Theater der Freien Volksbühne.
El desig de Piscator amb les seves posades en escena més tardanes era la problematització de la voluntat col·lectiva de l'oblit i la deficitària cultura del record respecte de l'Holocaust. Aquesta línia va cristal·litzar en les estrenes del drama cristià El representant (Der Stellvertreter) de Rolf Hochhuths el febrer de 1963 i de la peça teatral minimalista sobre el procés d'Auschwitz La investigació (Die Ermittlung) de Peter Weiss l'octubre de 1965. Amb unes aproximacions documentals divergents, tots dos textos se centraven en la qüestió moral de la responsabilitat, la culpa i la consciència de la injustícia de l'individu en una dictadura i van despertar, a tota Alemanya, una discussió en els àmbits acadèmics de la història i les ciències socials.
La darrera posada en escena que va dur a terme Piscator no va assolir tant d'èxit com les anteriorment esmentades. La revolta dels oficials (Der Aufstand der Offiziere) a partir de la novel·la de Hans Hellmut Kirst s'estrenà al març de 1966, però la posada en escena no va superar el text original. Els actors Ernst Deutsch i Wolfgang Neuss es van retirar del projecte encara en la fase d'assajos i la premsa també va reaccionar amb males crítiques. Durant els assajos, Piscator ja estava malalt i acabà per internar-se en rehabilitació en un sanatori a la vora de l'Starnberger See. Després d'una operació d'urgència, Piscator va morir per una infecció a la vesícula el 30 de marc de 1966. La seva tomba es troba al cementiri de Zehlendorf.

## Significació per a la Història del Teatre

### Teoria programàtica i impulsos
Nombroses innovacions tecnològiques de la pràctica teatral de Piscator sorgeixen a l'etapa de la República de Weimar, des de 1925, incloent l'ús extensiu dels textos i les projeccions d'imatges que comenten, així com l'ús de pel·lícules documentals com a "bambalina viva" projectades sobre una gasa o tela i la utilització d'estructures de bastides complexes (escenes simultànies en combinació amb un escenari giratori, cintes de córrer, escales mecàniques o ascensors pont), que Piscator va implementar a través del treball amb l'escenògraf experimental Traugott Müller ("Durant anys he estat treballant en la supressió de l'escenografia de decorat").
Amb el desenvolupament de la Revue política, Piscator va exercir una influència significativa en el teatre polític de masses de la República de Weimar. Amb l'organització dels seus textos d'acord amb el principi de màxim contrast i arranjaments inesperats va aconseguir forts efectes polítics satírics i va establir les bases del comentari del Teatre Èpic. Del Teatre Èpic de Brecht es va distanciar a través d'una panorámica integral de la direcció que integrava l'espectador en l'esdeveniment escènic. En Piscator, el xoc i l'activació de l'audiència havien d'anar de la mà:
| «                | Per falta d'imaginació, la majoria de la gent ni tan sols experimenta la seva pròpia vida, i molt menys el seu món. En cas contrari hauria de bastar la lectura d’una pàgina de diari per portar la humanitat al caos. Es necessiten més recursos. Un d'ells és el teatre. | » |
| — Erwin Piscator | |   |

Per a realitzar el seu concept teatral d'immersió activa de l'audiència en l'esdeveniment escènic també en la construcció de l'escenari, Piscator va dissenyar el 1927, juntament amb Walter Gropius, fundador de l'escola d'art avantguardista Bauhaus, el projecte d'un "teatre total” que suprimís la separació especial dels actors i el públic i la substitució de l'escenari com a caixa de mirar i veure en profunditat. Donada la infructuosa recerca d'un patrocinador financer potent per al projecte monumental del Teatre Total, la desitjada identitat imemediata i única d'escenari i públic va quedar en visió teatral incompleta. A través de la seva activitat con com a director per al Dramatic Workshop va fundar a Nova York petits teatres de repertori (Teatro Studio, President Theatre, Rooftop Theatre) i, com a professor de teatre a l'exili als Estats Units, Piscator va influir en l'auge i reconeixement de l'off-Broadway i del teatre experimental americà (com el Living Theatre).
Piscator estava en contra de les nocions tradicionals de treball hermètic i immutable de l'obra d'art. En les seves produccions va superar l'estètica normativa que havia dominat la pràctica escenogràfica dels teatres alemanys encara a principis del segle xx. La concepció teatral de Piscator es va intentar incloure en el marc més ampli d'una estètica material anti-idealista. El teòric del teatre i de la literatura Werner Mittenzwei va descriure als partidaris de Piscator com un pioner d'un profund canvi en la funció de l'art en la delimitació d'una estètica autònoma de la bellesa artística pura. Els “estetes materials" del final de l'etapa de la República de Weimar entenien les substàncies artístiques antigues com a material adaptable i modificable en el sentit de les necessitats actuals. Van treballar amb plantilles convencionals amb la intenció de treballar en pro d'una profunda transformació de les estructures socials. Volien noves formes de recepció, activar l'espectador i usar-lo com a co-productor. El valor social de l'obra d'art havia de tenir prioritat sobre el valor d'una experiència purament estètica.
El programa de l'estètica material es reflecteix en Piscator també en la pràctica de l'adaptació escènica de novel·les i material històric (de Jaroslav Hašek, Theodore Dreiser, Theodore Plievier, Robert Penn Warren i altres). La revisió teatral que Piscator va fer de la novel·la històrica Guerra i Pau de Lev Tolstoi ha estat traduïda a diversos idiomes i representada en 16 països des de 1955. A la República Federal Alemanya, el teatre intervencionista de Piscator va experimentar una segona floració. Amb la producció d'estrenes mundials compromeses amb la reconciliació amb el passat nazi (Hochhuth, Weiss) i la crítica a la despesa en armament nuclear (Heinar Kipphardt en L'assumpte J. Robert Oppenheimer, 1964), Piscator es converteix en un iniciador del teatre de la memòria i del teatre documental.

### Influència i contemporanis
L'època de la República de Weimar va ser un dels períodes més creatius i més experimentals de la història alemanya. Piscator es movia en un ambient influït per la recerca de nous enfocaments teatrals i la fusió de les diferents manifestacions de l'art i formes de percepció (sinestèsia) i per animats debats artístics i polítics. Piscator coincidia puntualment amb les aproximacions de diversos col·legues alemanys en relació amb aspectes particulars d'efecte polític, l'ampli ús de la maquinària escènica o el públic objectiu.
L'empresari teatral austríac Max Reinhardt, que omplia els 5.000 seients del Grosses Schauspielhaus de Berlín i que era considerat com l'antípoda de Piscator, impressionava un públic massiu mitjançant acords similars a gran escala davant d'un ciclorama i amb l'ús extensiu de la maquinària escènica, a través del joc en un escenari tipus arena o amb una escena giratòria enorme. Leopold Jessner, anteriorment un expressionista, era també considerat representant, encara que moderat, del "teatre polític" de la República de Weimar. Com a director del principal teatre prussià, Jessner es va avançar amb produccions com Guillem Tell de Schiller, en què va emprar una reduccionista escenografia esglaonada com a fons d'un compromís apassionat i simbòlic amb la jove república. Teatres més petits com la "Tribune" de Karlheinz Martin volien, després d'una etapa expressionista similar als primers teatres de Piscator, obrir noves esferes culturals per al públic proletari.
Moltes de les similituds de Pisator amb directors teatrals i de cinema russos es deuen a l'ús de pel·lícules a l'escenari i del muntatge fotogràfic, com en Eisenstein, el segment de l'escena globus de Meierhold o la confrontació d'actors i titelles de Maiakovski (així com el britànic Edward Gordon Craig). No va ser fins al 193 que Piscator es va trobar el teatre d'avantguarda soviètic, en el context d'un primer viatge del director a la Unió Soviètica. Les idees aplicades en el treball dels seus col·legues es retrobaven, sovint en forma condensada, en Piscator altra vegada, fent que aquestes es desenvolupessin de forma simultània o que fossin integrades com a estímul de l'exterior però que, integrades en la seva concepció teatral, es reutilitzaven de forma didàctica.
Es demostren, millor que les influències indirectes d'altres professionals de teatre d'avantguarda del seu temps en Piscator, les contribucions directes de moltes persones a les seves produccions. En l'esperit de la comprensió de Piscator del fet de posar en escena com un procés de treball col·lectiu, les produccions de les Piscatorbühnen presentaven el resultat d'un esforç político-estètic de la comunitat sota la direcció del director d'escena com a primus inter pares. Ja en el lloc del dramaturg va aparèixer a la Piscator-Bühne un major "col·lectiu dramatúrgic": ". Tot un equip d'escriptors a cura del programa literari i d'examinar els textos de les obres".
Al col·lectiu dirigit per Felix Gasbarra i Leo Lània pertanyien, com a plantilla permanent, Walter Mehring, Bertolt Brecht, Franz Jung i Alfred Wolfenstein. Alfred Döblin, Kurt Tucholsky, Johannes R. Becher i el crític de cinema Béla Balázs participaven de tant en tant. Més enllà del cercle dels dramaturgs experts també hi havia diferents escenògrafs, dissenyadors de vestuari, coreògrafs, compositors i actors en l'etapa de major èxit de Piscator. En casos extrems, era possible que una sola persona fes les funcions d'autor, dramaturg, narrador i protagonista (com va passar en el cas de Theodor Plievier Des Kaisers Kollis, 1930, al Teatre Lessing). La fertilitat de la producció comunitària apareix encara en els treballs tardans de Piscator, on l'estreta col·laboració amb autors com Hochhuth o Peter Weiss, escenògrafs com Hans-Ulrich Schmuckle o compositors com Boris Blacher i Luigi Nono va tenir una intensitat similar a la dels treballs dels anys vint.

### Activitats de política cultural i reminiscències
Com a professional del teatre interessat en com la forma estètica i l'ambició política coincidien, Piscator va emprendre moltes iniciatives en l'àmbit de la promoció de la cultura i de la pedagogia teatral (era membre de la unió d'escriptors "Gruppe 1925", cofundador de l'"Associació del Cinema d'Art", creador del "Studio" a la Piscator-Bühne i de la concepció d'un "Teatre Nacional Alemany" a Engels, entre d'altres). Va ser l'iniciador i president de l'Acadèmia Alemanya de les Arts Escèniques, fundada a Hamburg el 1956, president de l'Associació Estatal de Teatre de Berlín, membre del Departament d'Arts Escèniques de l'Acadèmia d'Arts de Berlín (Oest), membre corresponent de l'Acadèmia Alemanya de les Arts de Berlín (Est) i des de 1959 membre del Centre PEN d'Alemanya.
Per suggeriment de la seva esposa Maria Ley, l'any 1966 es creà a Nova York el "Premi Erwin Piscator" atorgat a professionals prominents del teatre i del cinema (s'ha donat, entre d'altres, a Giorgio Strehler, Robert Wilson i Peter Zadek). A més del Premi Alemany-Americà per a l'Actuació, hi ha molts altres espais on es destaca i recorda la figura de Piscator i la seva importància per al teatre europeu, inclosa la Casa Piscator de Marburg (fundada el 1969), el Teatro Erwin Piscator a Catania (fundat el 1972), una escultura inaugurada 1980 de l'escultor Eduardo Paolozzi al centre de Londres i diverses plaques commemoratives a Berlín i altres ciutats.
Nombrosos documents sobre la vida i l'obra de Piscator es troben a l'arxiu de l'Akademie der Künste de Berlín i a la Southern Illinois University Carbondale. Encara no és clar on es troben els extensos diaris originals que Piscator va escriure en els anys cinquanta i seixanta del segle xx.

## Obres posades en escena
- 1924: Alfons Paquet, Fahnen (Volksbühne Berlin)
- 1924: Revue Roter Rummel (Berliner Säle)
- 1925: Trotz alledem! Historische Revue (Großes Schauspielhaus Berlin)
- 1926: Alfons Paquet, Sturmflut (Volksbühne)
- 1926: Friedrich Schiller, Die Räuber (Preußisches Staatstheater Berlin)
- 1927: Ehm Welk, Gewitter über Gottland (Volksbühne)
- 1927: Ernst Toller, Hoppla, wir leben! (Piscator-Bühne Berlin)
- 1927: Alexei Nikolajewitsch Tolstoi und Pawel Schtschegolew, Rasputin, die Romanows, der Krieg und das Volk, das gegen sie aufstand (Piscator-Bühne)
- 1928: Max Brod und Hans Reimann, Die Abenteuer des braven Soldaten Schwejk (Piscator-Bühne)
- 1928: Leo Lania, Konjunktur (Piscator-Bühne im Lessingtheater (Berlin))
- 1929: Walter Mehring, Der Kaufmann von Berlin (Zweite Piscator-Bühne)
- 1952: Gotthold Ephraim Lessing, Nathan der Weise (Schauspielhaus Marburg)
- 1954: Arthur Miller, Hexenjagd (Nationaltheater Mannheim)
- 1955: Lew Tolstoi, Krieg und Frieden (Schillertheater Berlin)
- 1957: Friedrich Schiller, Die Räuber (Nationaltheater Mannheim)
- 1962: Bertolt Brecht, Flüchtlingsgespräche (Münchner Kammerspiele)
- 1962: Gerhart Hauptmann, Atriden-Tetralogie (Theater am Kurfürstendamm)
- 1962: Gerhart Hauptmann, Atriden-Tetralogie (Theater am Kurfürstendamm)
- 1963: Rolf Hochhuth, Der Stellvertreter (Theater am Kurfürstendamm)
- 1963: Romain Rolland Robespierre (Freie Volksbühne Berlin)
- 1964: Heinar Kipphardt, In der Sache J. Robert Oppenheimer (Freie Volksbühne Berlin)
- 1965: Peter Weiss, Die Ermittlung (Freie Volksbühne Berlin)